# Rochetaillée
Rochetaillée är en kommun i departementet Haute-Marne i regionen Grand Est (tidigare regionen Champagne-Ardenne) i nordöstra Frankrike. Kommunen ligger i kantonen Auberive som tillhör arrondissementet Langres. År 2022 hade Rochetaillée 156 invånare.

## Befolkningsutveckling
Antalet invånare i kommunen Rochetaillée
| Referens: INSEE |